# Bandera de Chingudi
La Bandera de Chingudi (Txingudiko Bandera en euskera) es una competición anual de remo, concretamente de traineras, que se celebra en la bahía de Chingudi (Guipúzcoa) desde el año 2005, organizada por la Asociación de Remo Fuenterrabía siendo puntuable para la Liga Guipuzcoana Femenina de Traineras, Liga Femenina ACT o Liga ETE.

## Historia
La regata está incluida en el calendario de pruebas de la Liga Guipuzcoana, Liga Femenina ACT o Liga ETE; dependiendo de la categoría en la que bogue la trainera de la Asociación de Remo Fuenterrabía, organizadora de la prueba, ya que tanto la Liga Femenina ACT como la Liga ETE exige a los clubes que participan en dicha competición la organización de al menos una regata.
En la temporada de 2006, se celebró frente a la localidad de Irún.
Ya como parte de la Liga Guipuzcoana Femenina, en la séptima y la octava ediciones, se disputó en modo contrarreloj por parejas, con el campo de regata situado frente a la playa de Fuenterrabía y las calles orientadas hacia el nordeste con la baliza exterior pasada la punta Uxando, recorriendo 2 largos y una ciaboga.
En la edición del año 2016, también disputada a contrarreloj, con la boya de salida y meta situada frente al paseo de Bidasoa y bordeando la pista del aeropuerto de San Sebastián hasta la baliza localizada frente a la terminal de pasajeros del aeropuerto, realizando dos largos y una ciaboga. En el año 2021 no fue puntuable para la Liga Femenina ACT. La edición de la temporada 2022, dentro de la Liga ETE, se adoptó el sistema de tandas por calles volviendo al campo de regata frente a la playa de Fuenterrabía.
En todas las ediciones, se reman 1.5 millas náuticas que equivalen a 2778 metros.

## Historial
| Edición     | Año         | Ganadora                                                               | Segunda                | Tercera               |
| ----------- | ----------- | ---------------------------------------------------------------------- | ---------------------- | --------------------- |
| I           | 2005        | Cabo de Cruz                                                           | Txingudi               | Isuntza               |
| II          | 2006        | Hondarribia                                                            | Isuntza                | -                     |
| 2007        | 2007        | no disputada                                                           | no disputada           | no disputada          |
| III         | 2008        | Hondarribia                                                            | Zumaia - Getaria       | Arkote                |
| IV          | 2009        | Getaria - Tolosa                                                       | Hondarribia            | Zumaia                |
| V           | 2010        | Getaria - Tolosa                                                       | Zumaia                 | San Juan              |
| VI          | 2011        | Getaria - Tolosa                                                       | Zumaia                 | Hondarribia           |
| VII         | 2012        | Zumaia                                                                 | Rias Baixas            | San Juan              |
| VIII        | 2013        | Hibaika                                                                | Zumaia                 | Orio                  |
| 2014 - 2015 | 2014 - 2015 | no disputadas                                                          | no disputadas          | no disputadas         |
| IX          | 2016        | San Juan                                                               | Orio                   | Hibaika               |
| 2017        | 2017        | no disputada                                                           | no disputada           | no disputada          |
| X           | 2018        | San Juan                                                               | Orio                   | Arraun Lagunak        |
| XI          | 2019        | Orio                                                                   | Arraun Lagunak         | Donostiarra           |
| XII         | 2020        | Orio                                                                   | Donostiarra            | Arraun Lagunak        |
| XIII        | 2021        | Hondarribia                                                            | Donostiarra            | Arraun Lagunak        |
| XIV         | 2022        | Hondarribia                                                            | Hibaika                | Ondarroa              |
| XV          | 2023        | País Vasco}Donostia Arraun Lagunak {{bandera\|País Vasco}\|Donostiarra | País Vasco}Orio        |                       |
| XVI         | 2024        | País Vasco}Donostia Arraun Lagunak                                     | País Vasco}Donostiarra | País Vasco}Tolosaldea |

## Palmarés
| Victorias | Club                    | Años                   |
| --------- | ----------------------- | ---------------------- |
| 4         | Fuenterrabía            | 2006, 2008, 2021, 2022 |
| 3         | Getaria - Tolosa        | 2009, 2010, 2011       |
| 2         | San Juan                | 2016, 2018             |
| 2         | Orio                    | 2019, 2020             |
| 2         | Donostia Arraun Lagunak | 2023,2024              |
| 1         | Cabo de Cruz            | 2005                   |
| 1         | Zumaia                  | 2012                   |
| 1         | Hibaika                 | 2013                   |